# Давудов, Султан Инкамагомедович
Султан Инкамагомедович Давудов  (29 марта 1968, Махачкала, Дагестанская АССР, СССР) — российский борец вольного стиля. Призёр чемпионата Европы 1993, чемпион России. Мастер спорта России международного класса.

## Биография
Родился 29 марта 1968 года в Махачкале. Аварец по национальности.
В 1986 году окончил Махачкалинскую школу № 5. В 1990 году окончил Дагестанский политехнический институт.
Спортом начал заниматься в 1977 году. Первую медаль на международной арене завоевал в 1993 году на чемпионате Европы в Стамбуле.

## Достижения
- Чемпионат СССР по вольной борьбе 1991 — ;
- Кубок мира по борьбе 1992 — ;
- Кубок мира по борьбе 1992 (команда) — ;
- Чемпионат Европы по борьбе 1993 — ;
- Гран-при «Иван Ярыгин» 1993 — [источник не указан 342 дня];
- Чемпионат России по вольной борьбе 1992 — ;
- Чемпионат России по вольной борьбе 1994 — ;

## Награды и звания
- Мастер спорта России международного класса